# 래기스
《래기스》(영어: Laggies, 영국 제목은 영어: Say When)는 2014년 개봉한 미국의 로맨틱 코미디 드라마 영화이다.

## 출연진
- 키라 나이틀리
- 클로이 그레이스 머레츠
- 샘 록웰
- 엘리 켐퍼
- 마크 웨버
- 케이틀린 디버
- 티야 서카
- 그레천 몰
- 제프 갈린
- 다니엘 소바토
- 딜런 아널드